# 松谷浩平
松谷浩平（まつたに こうへい、1990年9月12日 - ）は、日本の陸上競技選手。石川県志賀町出身。

## 人物
石川県立七尾東雲高校、日本体育大学に所属。小学校時代幅広くスポーツに取り組んでいた。
中学校時代はサッカー部に所属し、FW、MF、DFをこなす身体能力の持ち主だった。高校時代から本格的に陸上競技に取り組み、2007年の佐賀総体出場、同年の日本ジュニア・ユース（大分）出場。2008年の埼玉総体では実力上位であったが怪我で準決勝敗退、同年のチャレンジ!おおいた国体に出場。大学では、100mを中心に10秒26（上野政英、石川県記録）を目指している。